# 南仲通 (横浜市)
南仲通（みなみなかどおり）は、神奈川県横浜市中区の町名。現行行政地名は南仲通1丁目から南仲通5丁目（字丁目）で、住居表示は未実施。面積は0.031km²。

## 地理
横浜の関内地区に南東－北西に走る本町通り（国道133号）の南西に並行する、南仲通の両側に沿った500mほどの細長い町域を持ち、南東が1丁目となる。南東はみなと大通をはさんで日本大通に接し、北東は本町、南西は弁天通にはさまれる。各丁目の境には、1・2丁目境にベイスターズ通、2・3丁目境に関内桜通、3・4丁目境に関内大通、4・5丁目境に馬車道が横切る。1丁目には、本町とまたがって横浜市開港記念会館、弁天通とまたがって東京電力神奈川支店がある。2丁目に丸全昭和運輸本社、4丁目に横浜市認定歴史的建造物に認定された馬車道大津ビル、5丁目には神奈川県立歴史博物館がある。同博物館は1904年に竣工した、旧横浜正金銀行本店で、1964年に神奈川県が取得した上で1967年3月20日に神奈川県立博物館として開館した。1969年には、建物が「旧横浜正金銀行本店本館」として国の重要文化財に指定された。本町通りの地下には横浜高速鉄道みなとみらい線が通り、1丁目は日本大通り駅、5丁目は馬車道駅が近い。

## 歴史
古くは久良岐郡横浜村の一部で、1859年（安政6年）の横浜港開港に際し新設され、日本人居住区の一角となる。町名は、本町と弁天通の間にあり、本町の南方に位置することから付けられた。当初は北西から2～5丁目が設けられていたが、1871年（明治4年）に南東から1～5丁目に改められた。1889年（明治22年）4月1日に横浜市に編入。幕末より本町や北仲通とともに貿易や金融関連の企業や外国公館が多く進出し、1878年（明治11年）に第七十四国立銀行（横浜銀行の前身行の一つ）、1880年に横浜正金銀行（三菱UFJ銀行の前身行の一つ）、1895年には左右田銀行（横浜銀行の前身行の一つ）、1896年には横浜蚕糸外四品取引所の機関銀行となる横浜蚕糸銀行が開設された。1923年（大正12年）の関東大震災、1945年（昭和20年）5月の横浜大空襲では甚大な被害を受けたが、その後の復興は早く、横浜市街の中心として発展を遂げている。

## 世帯数と人口
2025年（令和7年）6月30日現在（横浜市発表）の世帯数と人口は以下の通りである。秘匿の地域は合算で表記する。
| 町丁        | 世帯数  | 人口  |
| ----------- | ------- | ----- |
| 南仲通1丁目 | 235世帯 | 319人 |
| 南仲通3丁目 | 0世帯   | 0人   |
| 南仲通2丁目 | 36世帯  | 62人  |
| 南仲通4丁目 | 36世帯  | 62人  |
| 南仲通5丁目 | 36世帯  | 62人  |
| 計          | 271世帯 | 381人 |

### 人口の変遷
国勢調査による人口の推移。
| 年                 | 人口 |
| ------------------ | ---- |
| 2000年（平成12年） | 14   |
| 2005年（平成17年） | 86   |
| 2010年（平成22年） | 384  |
| 2015年（平成27年） | 415  |
| 2020年（令和2年）  | 415  |

### 世帯数の変遷
国勢調査による世帯数の推移。
| 年                 | 世帯数 |
| ------------------ | ------ |
| 2000年（平成12年） | 6      |
| 2005年（平成17年） | 40     |
| 2010年（平成22年） | 269    |
| 2015年（平成27年） | 285    |
| 2020年（令和2年）  | 301    |

## 学区
市立小・中学校に通う場合、学区は以下の通りとなる（2024年11月時点）。
| 丁目        | 番地 | 小学校             | 中学校                 |
| ----------- | ---- | ------------------ | ---------------------- |
| 南仲通1丁目 | 全域 | 横浜市立本町小学校 | 横浜市立横浜吉田中学校 |
| 南仲通2丁目 | 全域 | 横浜市立本町小学校 | 横浜市立横浜吉田中学校 |
| 南仲通3丁目 | 全域 | 横浜市立本町小学校 | 横浜市立横浜吉田中学校 |
| 南仲通4丁目 | 全域 | 横浜市立本町小学校 | 横浜市立横浜吉田中学校 |
| 南仲通5丁目 | 全域 | 横浜市立本町小学校 | 横浜市立横浜吉田中学校 |

## 事業所
2021年現在の経済センサス調査による事業所数と従業員数は以下の通りである。
| 丁目        | 事業所数  | 従業員数 |
| ----------- | --------- | -------- |
| 南仲通1丁目 | 31事業所  | 232人    |
| 南仲通2丁目 | 58事業所  | 544人    |
| 南仲通3丁目 | 103事業所 | 1,477人  |
| 南仲通4丁目 | 70事業所  | 1,028人  |
| 南仲通5丁目 | 4事業所   | 76人     |
| 計          | 266事業所 | 3,357人  |

### 事業者数の変遷
経済センサスによる事業所数の推移。
| 年                 | 事業者数 |
| ------------------ | -------- |
| 2016年（平成28年） | 218      |
| 2021年（令和3年）  | 266      |

### 従業員数の変遷
経済センサスによる従業員数の推移。
| 年                 | 従業員数 |
| ------------------ | -------- |
| 2016年（平成28年） | 3,839    |
| 2021年（令和3年）  | 3,357    |

## 施設
- 神奈川県立歴史博物館
- 日本政策金融公庫

## その他

### 日本郵便
- 郵便番号：231-0006[3]（集配局：横浜港郵便局[18]）

### 警察
町内の警察の管轄区域は以下の通りである。
| 丁目        | 番・番地等 | 警察署       | 交番・駐在所 |
| ----------- | ---------- | ------------ | ------------ |
| 南仲通1丁目 | 全域       | 加賀町警察署 | 本町交番     |
| 南仲通2丁目 | 全域       | 加賀町警察署 | 本町交番     |
| 南仲通3丁目 | 全域       | 加賀町警察署 | 本町交番     |
| 南仲通4丁目 | 全域       | 加賀町警察署 | 本町交番     |
| 南仲通5丁目 | 全域       | 加賀町警察署 | 本町交番     |